# Zoho Corporation
Zoho Corporation is een Indiaas softwareontwikkelingsbedrijf. De organisatie richt zich op webgebaseerde zakelijke toepassingen en informatietechnologie, waaronder een suite met kantoortoepassingen, een internet of things-platform en een suite met IT-managementsoftware. Zoho heeft 50 miljoen klanten.

## Geschiedenis
Het bedrijf werd in 1996 opgericht door Sridhar Vembu en Tony Thomas in Pleasanton, Californië onder de naam AdventNet, Inc.
AdventNet breidde uit naar Japan 2001. Zoho CRM werd uitgebracht in 2005 gevolgd door de uitgave van Projects, Creator en Sheet in 2006.
In 2007 bracht Zoho de samenwerkingstools Zoho Docs en Zoho Meeting uit. In 2008 voegde het daar facturatie en e-mail aan toe. In augustus 2007 bereikte het bedrijf 10 miljoen gebruikers.
In 2009 werd het bedrijf hernoemd naar Zoho Corporation, in lijn met hun online-kantoorprogrammapakket.
In 2017 bracht Zoho het programmapakket Zoho One uit. Dit is een verzameling van meer dan 40 applicaties.

## Producten
- Zoho CRM (2005)
- Zoho Desk
- Zoho Office Suite / Zoho Docs (2007), een online-kantoorprogrammapakket
  - Zoho Writer, tekstverwerkingsprogramma (vergelijkbaar met Word)
  - Zoho Sheet, spreadsheetprogramma (vergelijkbaar met Excel)
  - Zoho Show, presentatieprogramma (vergelijkbaar met PowerPoint)
  - Zoho Creator (2006)
  - Zoho Meeting (2007)
  - Zoho Planner (2007)
- Zoho Mail, een e-mailservice (zakelijk en privé)
- Zoho Projects (2006)

## Locaties
Zoho heeft anno 2019 12 kantoren verspreid over zeven landen met het wereldwijde hoofdkantoor in Chennai, Tamil Nadu, India en het Amerikaanse hoofdkantoor in Pleasanton, Californië. Het Amerikaanse hoofdkantoor zou tegen 2021 verhuizen naar Austin, Texas.
De onderzoeks- en ontwikkelingscampus bevindt zich in Estancia IT Park, Chennai.
Zoho heeft een kantoor in het district Tenkasi, Tamil Nadu, van waaruit hun product Zoho Desk is gebouwd en gelanceerd. Het bedrijf is actief in China en heeft ook kantoren in Singapore en Japan.
Het grootste deel van de ondersteunende activiteiten wordt uitgevoerd vanuit het kantoor in Chennai. Zoho heeft ook een kantoor in Renigunta, Andhra Pradesh. 